# Benedykt Aleksander Hryczyna Woyna
Benedykt Aleksander Woyna Hryczyna herbu Trąby (zm. 9 maja 1677 roku) – ciwun użwencki w latach 1669–1677.
W 1674 roku był elektorem Jana III Sobieskiego z Księstwa Żmudzkiego.